# テレーゼ・マルファッティ

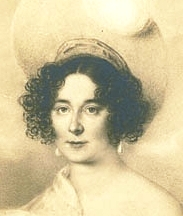
テレーゼ・マルファッティ
作者不詳。パステル画。ボンのベートーヴェン・ハウス蔵。

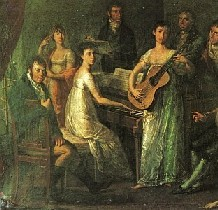
家族に囲まれピアノに向かうテレーゼ・マルファッティ。1810年頃。

テレーゼ・フォン・ドロスディック男爵夫人（Baronin Therese von Droßdik 1792年1月1日 - 1851年4月27日）は、オーストリアの音楽家、ルートヴィヒ・ヴァン・ベートーヴェンの親しい友人。ベートーヴェンの有名なバガテル『エリーゼのために』の献呈先と目される人物のひとりとしてよく知られる。

## 生涯
テレーゼ・マルファッティ（Therese Malfatti）としてオーストリアのウィーンに生まれた。父はウィーンの商人ヤーコプ・フリードリヒ・マルファッティ（1769年-1829年）であり、裕福な医師で著名なヨハン・バプティスト・マルファッティ・フォン・モンテレージオ（1775年-1859年）とは従兄妹の関係であった。父は1804年からヴァルカースドルフ・アム・カンプ（グラーフェンエッグ）に地所を有し、1806年4月2日に貴族名鑑において"Edler von Rohrenbach zu Dezza"という称号を与えられた。妹のアンナ（1792年-1869年）は、ベートーヴェンの友人であったイグナーツ・フォン・グライヒェンシュタインと1811年5月29日にエストドルフ・アム・カンプで結婚している。一方のテレーゼは「ベートーヴェンが好意を寄せ、1810年に求婚した相手であった。」1810年4月もしくは5月にベートーヴェンがテレーゼに宛ててしたためた書簡は次のように結ばれている。
いざさらば、敬愛するテレーゼ。あなたにこの人生にあらゆる素晴らしい、美しい事物のあらんことを。私のことを心に留めておいてください - 私よりもあなたに明るい、幸福な人生を望める者などおりません - 万一、あなたがそんなことを気にも留めていなかったとしても。
敬具—ベートーヴェン
これは必ずしも恋文というわけではなく、またベートーヴェンがテレーゼ・マルファッティに求婚したという確証はないが、フーゴー・リーマンなどの学者は求婚の事実があったものと考えている。加えて、バガテル『エリーゼのために』の楽譜が彼女の私的な書類の中から発見されている。
いずれにせよ、テレーゼがベートーヴェンと結婚することはなく、ベートーヴェンは生涯独身であった。